# Piz Blanch
Piz Blanch är en bergstopp i Schweiz.   Den ligger i regionen Maloja och kantonen Graubünden, i den sydöstra delen av landet, 180 km öster om huvudstaden Bern. Toppen på Piz Blanch är 2 394 meter över havet, eller 26 meter över den omgivande terrängen. Bredden vid basen är 0,20 km.
Terrängen runt Piz Blanch är bergig söderut, men norrut är den kuperad. Terrängen runt Piz Blanch sluttar söderut. Runt Piz Blanch är det glesbefolkat, med 8 invånare per kvadratkilometer.. Närmaste större samhälle är St. Moritz, 18,3 km nordost om Piz Blanch. 
Trakten runt Piz Blanch består i huvudsak av gräsmarker.